# Пэррис, Никита
Никита Джозефина Пэррис (англ. Nikita Josephine Parris; род. 10 марта 1994, Токстет, Мерсисайд) — английская футболистка, нападающая клуба «Брайтон энд Хоув Альбион» и сборной Англии.

## Карьера

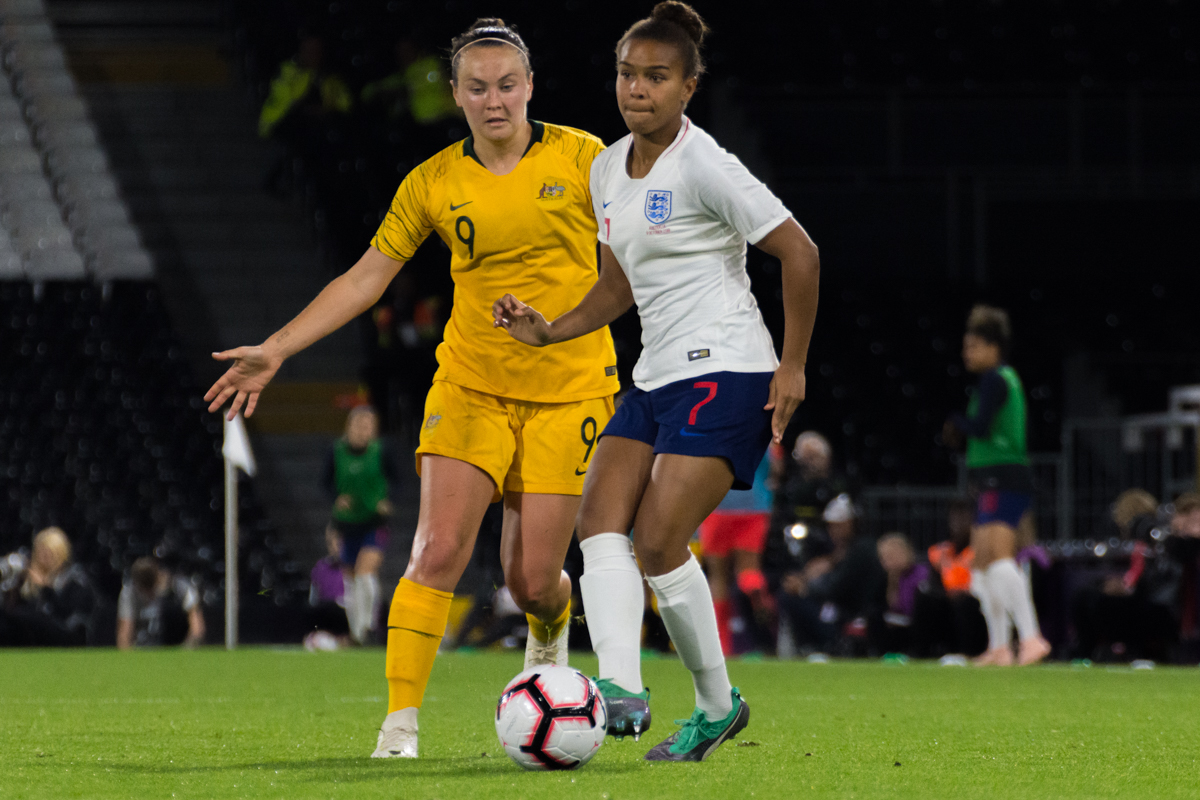
Пэррис (справа) играет за сборную Англии в 2018 году

Родилась в Токстете, районе Ливерпуля. С 14 лет занималась футболом в школе «Эвертона».
Дебютировала в профессиональном футболе в 2010 году в квалификационном турнире Лиги чемпионов 2010/11.
В 2014 году в 19 матчах чемпионата забила 11 мячей, однако «Эвертон» по итогам турнира покинул дивизион.
В 2015 году на правах аренды перешла в «Манчестер Сити» ради выступлений в высшем дивизионе и возможности попасть в состав сборной. В 2016 году стала полноценным игроком клуба. За весь период выступлений в футболке «горожан» Никита провела 127 матчей, забив 62 гола. Стала победительницей чемпионата Англии, а также дважды выиграла Кубок Англии и Кубок лиги.
В мае 2019 года Пэррис перешла во французский клуб «Олимпик Лион».

## Сборная
В июне 2016 года дебютировала в сборной Англии в матче против Сербии.
На мировом первенстве 2019 года, который проходил в июне во Франции, Никита в первом матче сборной Англии против Шотландии на 14-й минуте с пенальти забила гол, что в итоге принесло её команде победу (2:1).

## Достижения
Манчестер Сити
- Чемпионка Англии: 2016
- Обладательница Женского кубка лиги: 2016
- Обладательница Женского кубка Англии: 2016/17
- Обладательница Женского Кубка Англии: 2023/24

Сборная Англии
- Чемпионка Европы: 2022

## Личная жизнь
Старшая сестра футболистки — боксёрша Наташа Джонас, участница Олимпиады-2012.